# نمایش تریسی آلمن (برنامه بریتانیایی)
نمایش تریسی آلمن (به انگلیسی: Tracey Ullman's Show) یک مجموعه تلویزیونی بریتانیایی به سبک کمدی با اجرای تریسی آلمن است. نمایش تریسی آلمن برای اولین بار در ۱۱ ژانویه ۲۰۱۶ در بی‌بی‌سی وان پخش شد. این برنامه نشان‌دهنده اولین پروژه او برای پخش کننده در بیش از سی سال، و اولین پروژه اصلی او برای تلویزیون بریتانیا در بیست و دو سال است.